# Pauline Barmby

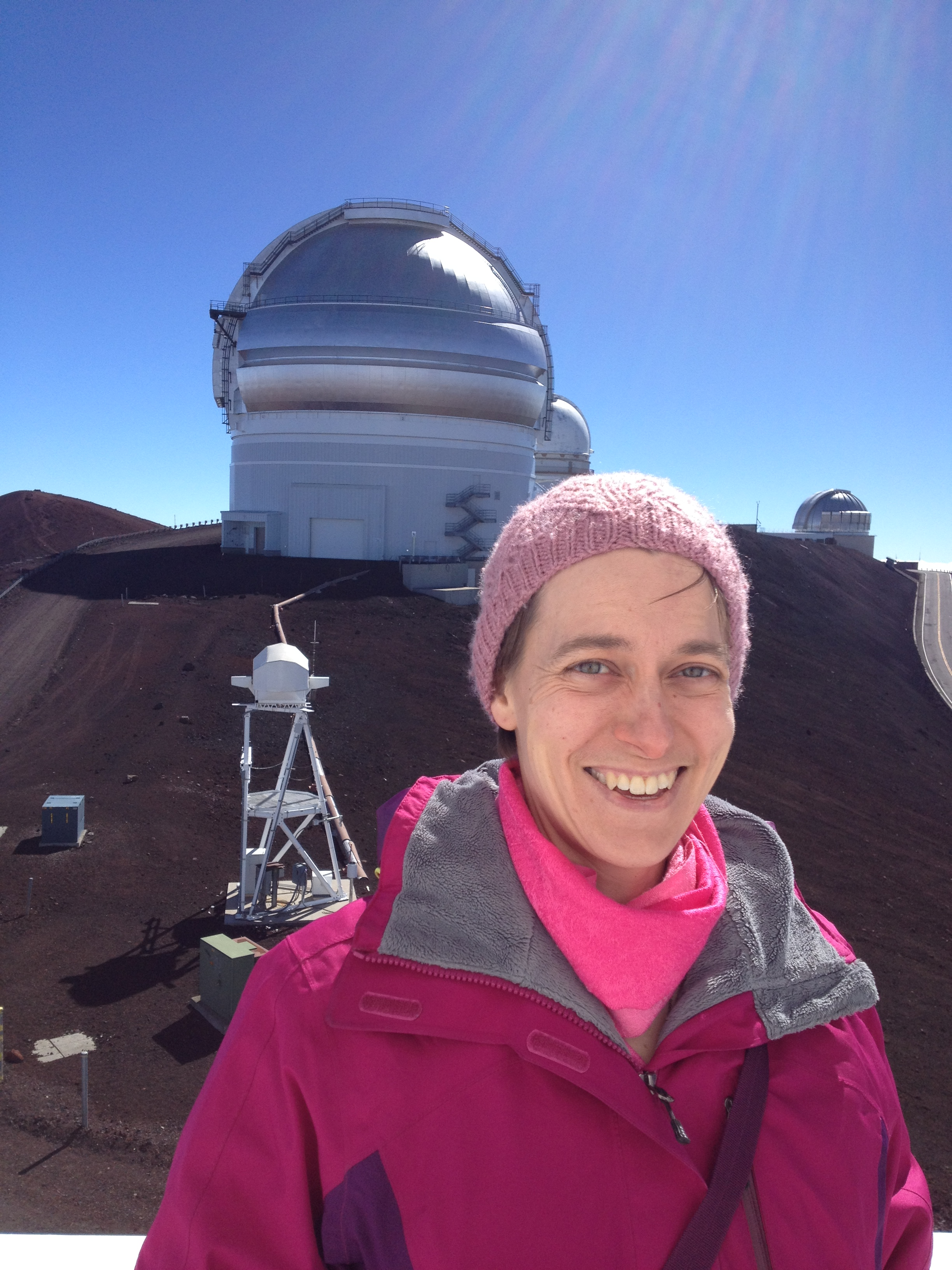
Pauline Barmby

Pauline Barmby (* 1972) ist eine kanadische Astronomin und Professorin an der University of Western Ontario.  Sie erforscht die Bildung und Entwicklung von Galaxien durch Beobachtungen.
Barmby wuchs in Ontario und British Columbia auf und studierte an der University of British Columbia. Ihren Ph.D. erhielt sie von der Harvard University. Danach arbeitete sie am Smithsonian Astrophysical Observatory und war beteiligt an den Tests, Kalibrierungen und ersten Entdeckungen mit der IRAC-Kamera am Spitzer-Weltraumteleskop.
Nach ihrer Rückkehr nach Kanada im Jahr 2007 wurde sie Professorin an der University of Western Ontario. Dort wurde sie 2022 Dekanin der Faktultät für Physik und Astronomie.

## Auszeichnungen
- NASA Group Achievement Award (2004) (Preis für die Forschungsgruppe am Spitzer-Weltraumteleskop)
- Ontario Early Researcher Award (2008)
- Faculty of Science Outreach Award (2010) (Preis für die Forschungsgruppe)
- Benennung eines Asteroiden nach ihr: (281067) Barmby (2023)